# Шафранне
Шафра́нне (до 1948 року — Карт-Миши́к, крим. Qart Mışıq) — село Сімферопольського району Автономної Республіки Крим.
Відстань від райцентру до населеного пункта становить 24 кілометрів по прямій.